# Jorge Kirchhofer Cabral
Jorge Kirchhofer Cabral  (* 30. Mai 1903 in Recife; †  17. Oktober 1962 in Rotterdam) war ein brasilianischer Diplomat.

## Leben
Jorge Kirchhofer Cabral war der Sohn von Berta Luisa Kirchhofer (* 1875) und João Crisóstomo da Rocha Cabral (* 27. Januar 1870 in Jerumenha, Bundesstaat Piauí; † 5. Januar 1946 in Rio de Janeiro) und Bruder von Áureo Kirchhofer Cabral. Er heiratete Zuila Dias Marques.
Am 23. August 1922 wurde Cabral zum konsularischen Hilfsarbeiter ernannt und bereits am 9. Oktober 1922 der Gesandtschaft in London zugewiesen. Mit Wirkung vom 3. November 1923 gehörte er der Mission beim Völkerbund in Genf an, wo er bis zum 18. November 1924 tätig war. Mit einem Telegramm vom 6. November 1924 wurde er vorläufig der Gesandtschaft in Zürich zugewiesen, bevor er dann ab dem 13. Oktober 1925 unbefristet bei der Gesandtschaft in Zürich als Hilfskonsul tätig war.
Am 7. Februar 1927 beurlaubte man Cabral, damit er vom 5. Mai 1927 bis zum 31. Oktober 1928 seiner Einberufung in die Brasilianische Armee nachkommen konnte. Bereits wenige Monate vor Ende seiner Dienstzeit wurde er vom 31. August bis zum 18. September 1928 in Rio de Janeiro, dann in Bern und ab 1929 in Hamburg als Vizekonsul eingesetzt. In gleicher Funktion wurde er im Jahr 1938 nach Chicago versetzt und erhielt am 18. Februar 1939 Exequatur als Konsul in Warschau. Vom 18. September 1939 bis zum 21. Dezember 1939 wurde er dann in Oslo als Konsul der Klasse K unter dem Gesandten der Klasse M Carlos Alberto Moniz Gordilho sowie ab dem 12. November 1940 als Konsul in Frankfurt am Main eingesetzt. Von Frankfurt aus schrieb er einen Brief an den Hamburger Konsul João Guimarães Rosa sowie am 25. März 1941 einen sechsseitigen Brief an Oswaldo Aranha., in denen er eine restriktive Visumpolitik belegt nachzeichnete. Nachdem Brasilien dem deutschen Reich den Krieg erklärt hatte, wurde Cabral interniert.
Nach dem Zweiten Weltkrieg wurde Cabral vom 26. November 1946 bis zum 1. September 1947 als Konsul nach Bogotá beordert und zum Geschäftsträger ernannt, bevor er dann im Jahr 1955 erneut nach Frankfurt am Main versetzt wurde. Von 1958 bis 1961 übertrug man ihm das Amt des Geschäftsträgers in Damaskus. Syrien war zu dieser Zeit Teil der Vereinigten Arabischen Republik. Schließlich erhielt Cabral 1961 noch eine Berufung als Generalkonsul in Rotterdam.